# Disocactus phyllanthoides
Disocactus phyllanthoides är en kaktusväxtart som först beskrevs av Dc., och fick sitt nu gällande namn av Barthlott. Disocactus phyllanthoides ingår i släktet Disocactus och familjen kaktusväxter. Inga underarter finns listade i Catalogue of Life.

## Bildgalleri

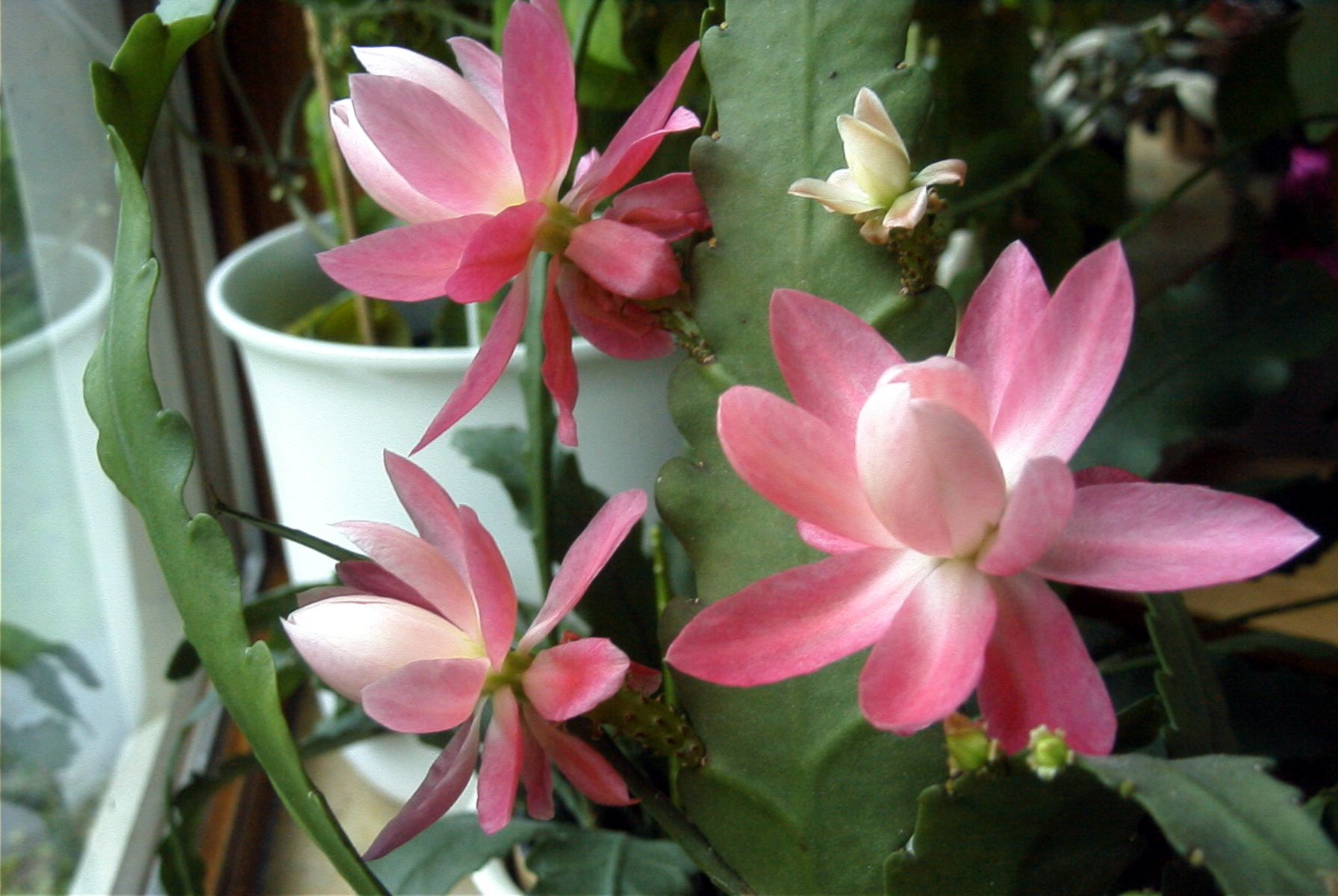
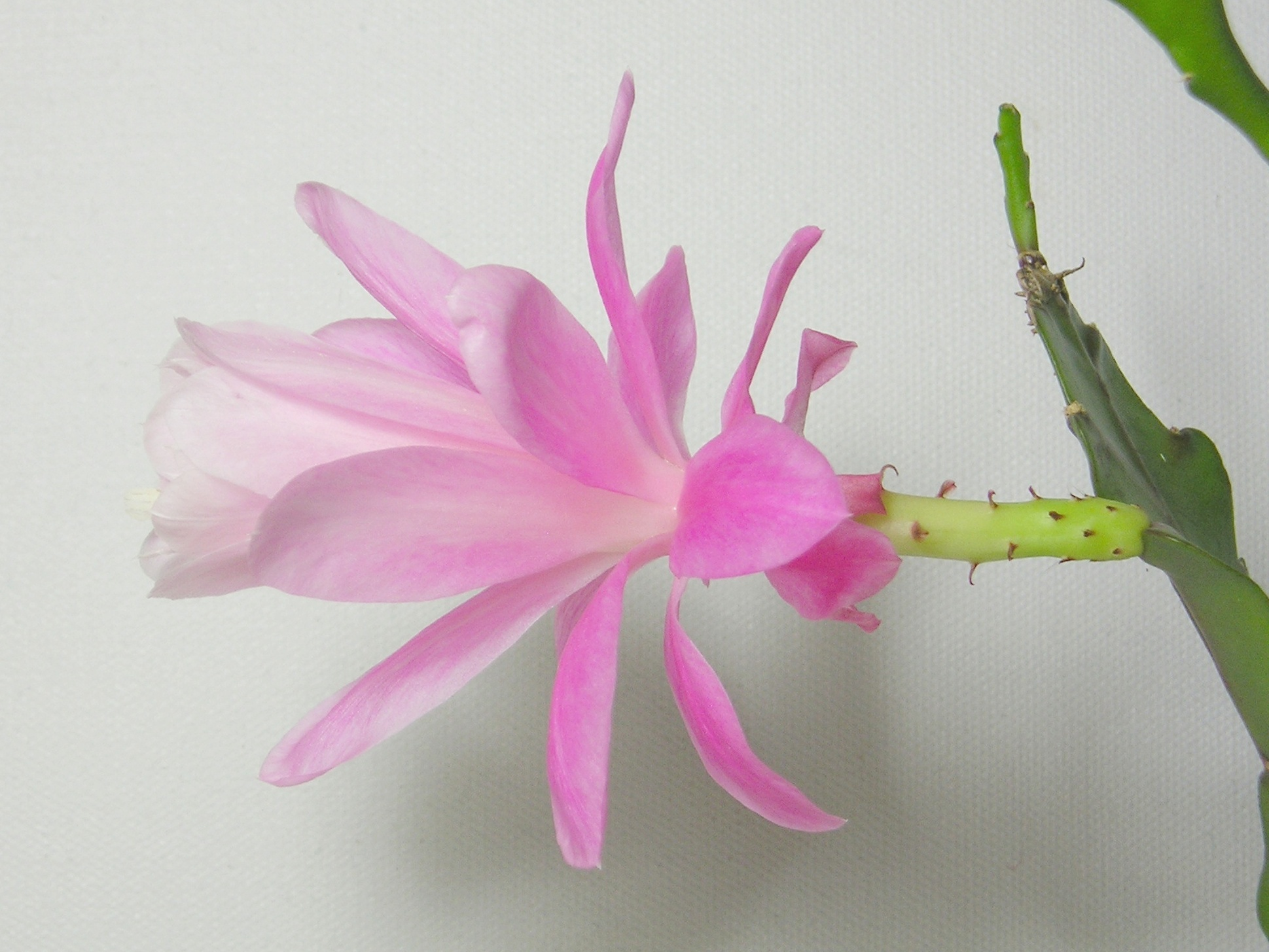
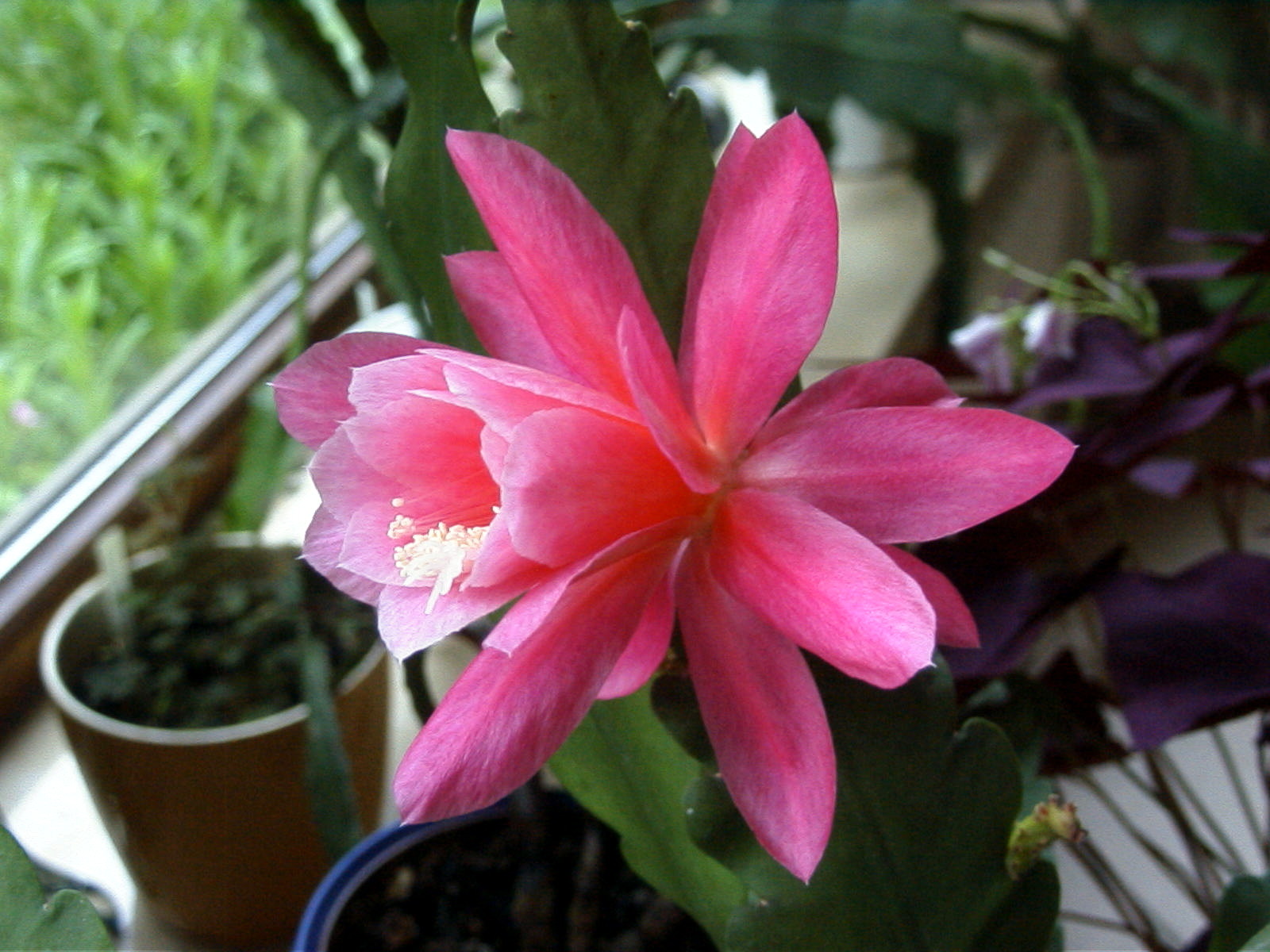
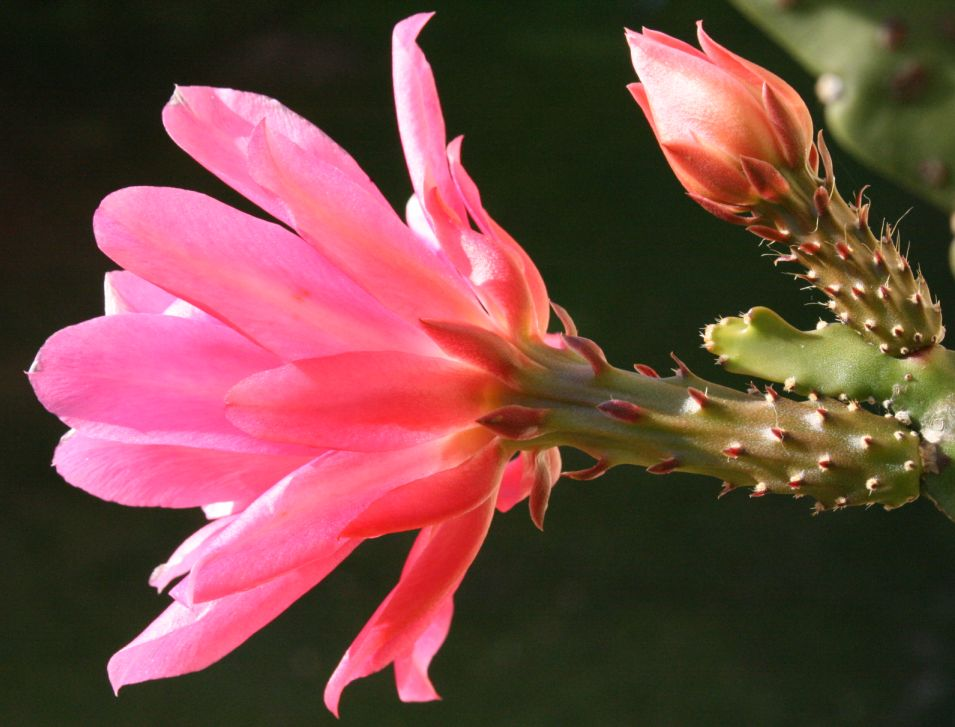
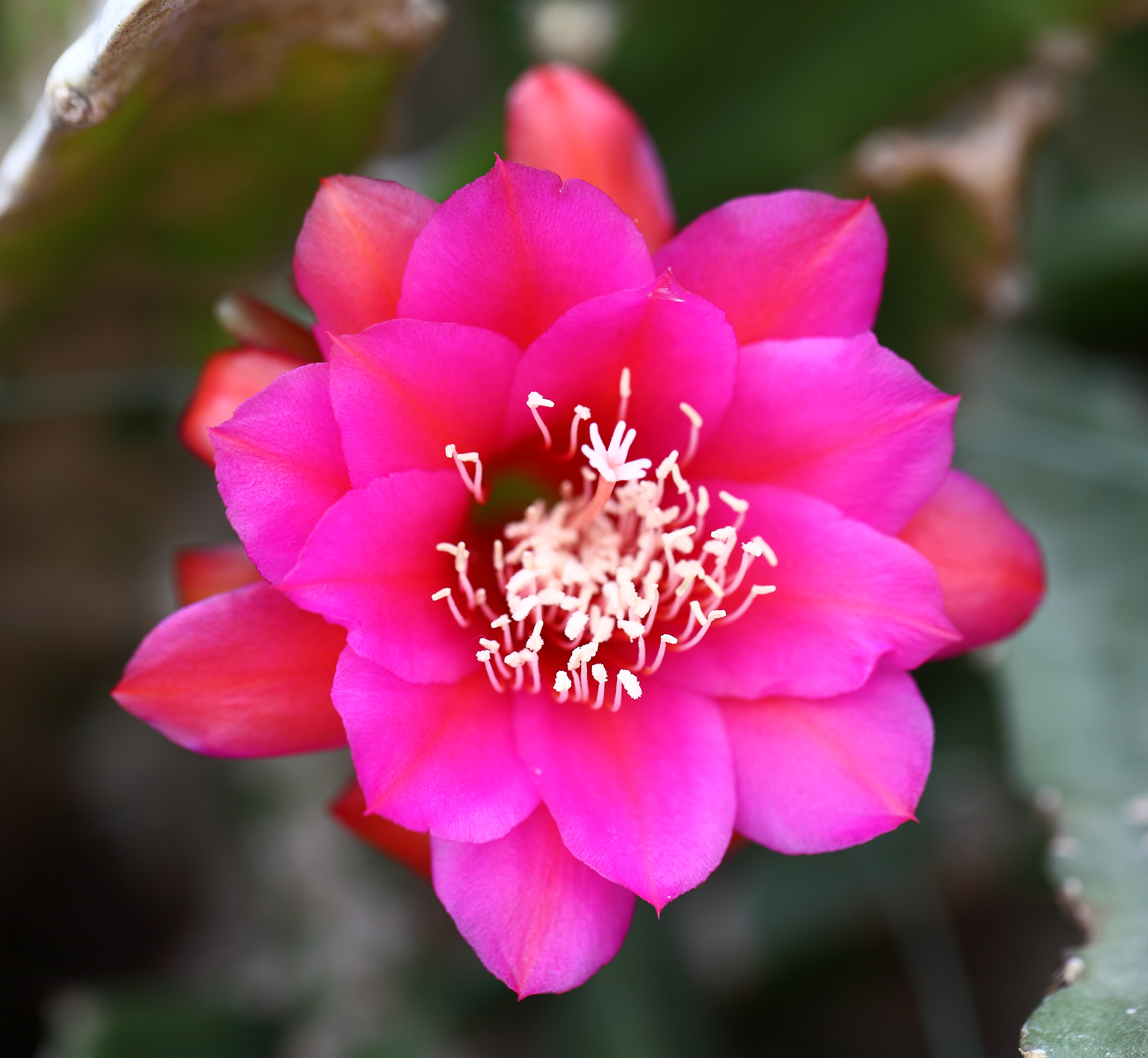
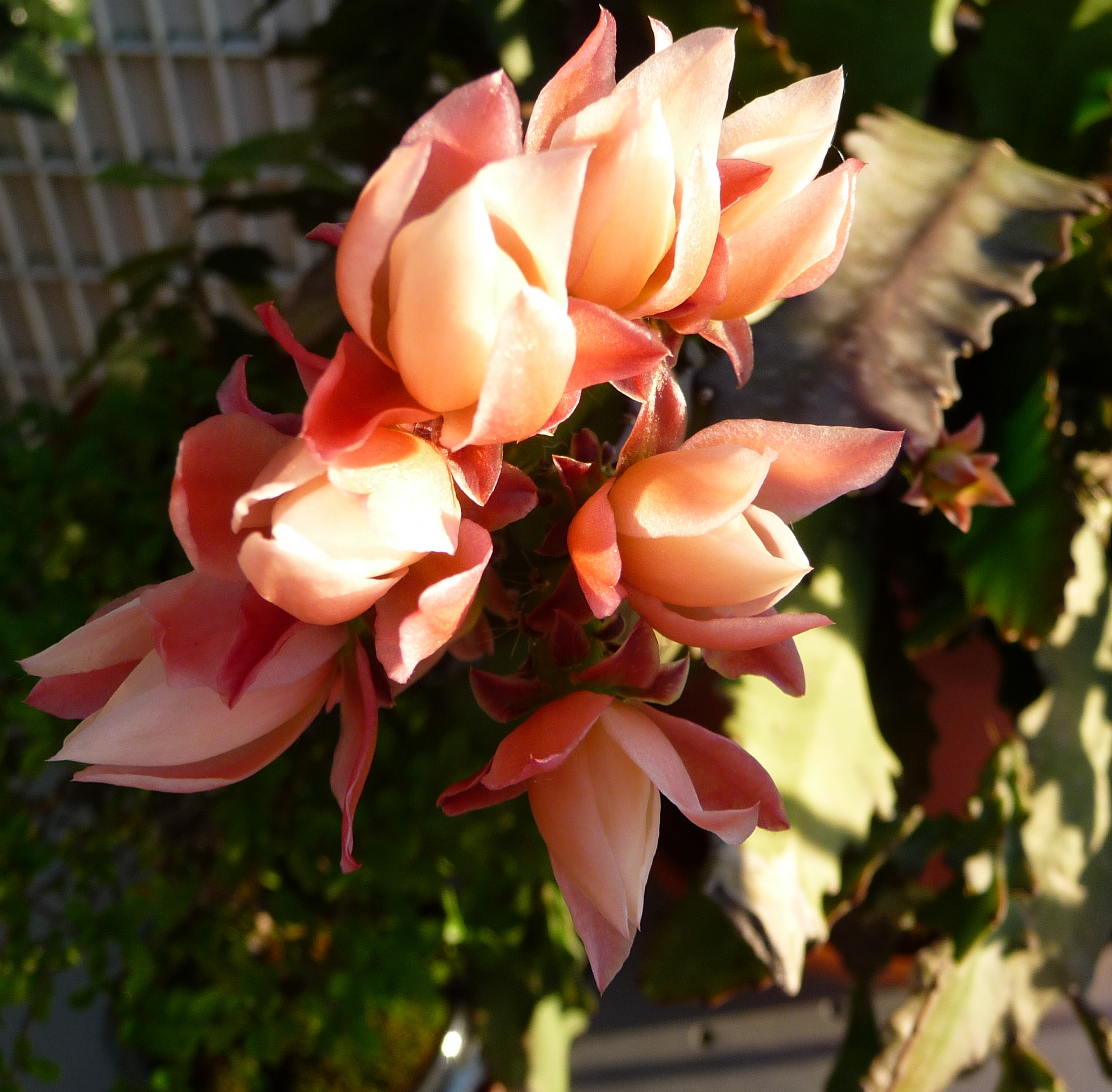